# فهرست ناوهای هواپیمابر ایالات متحده آمریکا
این فهرست ناوهای هواپیمابر ایالات متحده شامل انواع گونه‌های ناوهای هواپیمابر است. این فهرست براساس شمارهٔ بدنه مرتب شده. این شماره سه نوع است: «CV» برای ناو هواپیمابر، CVA برای ناوهواپیمابرِ تهاجمی، CVB برای ناوهواپیمابر بزرگ، CVL برای ناو هواپیمابرِ سبک، CVN برای ناوهواپیمابرِ (اتمی) و CVAN برای ناو هواپیمابرِ تهاجمیِ اتمی است. تمام ناوهای ذکر شده پس از شمارهٔ CVA-۵۸ از نوعِ «اَبَر هواپیمابر» (به انگلیسی: Supercarrier) هستند.

## فهرست
| #             | نام                  | ساخت                        | کلاس                                                    | وضعیت |
| ------------- | -------------------- | --------------------------- | ------------------------------------------------------- | --- |
| CV-۱          | لنگلی                | ۱۹۲۲                        | لنگلی، کشتی رهبر                                        | غرق شد، ۲۷ فوریه ۱۹۴۲ nm south of سیلاکپ، جاوه |
| CV-۲          | لگزینگتون            | ۱۹۲۷                        | کلاسِ لگزینگتون, کشتیِ رهبر                               | غرق شد، در ۸ می ۱۹۴۲ نبرد دریای کورال |
| CV-۳          | ساراتوگا             | ۱۹۲۷                        | کلاسِ لگزینگتون                                          | غرق شد، در ۲۵ ژوئیه ۱۹۴۶ طیِ عملیات تقاطع به عنوان هدفِ تسلیحات هسته‌ایی                                                                                           |
| CV-۴          | رنجر                 | ۱۹۳۴                        | کلاسِ رنجر, کشتیِ رهبر                                    | از دور خارج شد؛ ۱۸ اکتبر ۱۹۴۶. کشتی در ۱۹۴۷ اسقاط شد. |
| CV-۵          | یورک‌تاون             | ۱۹۳۷                        | کلاسِ یورک‌تاون، کشتیِ رهبر                                | غرق شد، در جون ۱۹۴۲، طیِ نبرد میدوی |
| CV-۶          | انترپرایز            | ۱۹۳۸                        | کلاسِ یورک‌تاون]                                          | از دور خارج‌شدن: ۱۷ فوریه ۱۹۴۷. غرق شدن: در ۱۹۶۰ |
| CV-۷          | وسپ                  | ۱۹۴۰                        | کلاسِ وسپ, کشتیِ رهبر                                     | غرق شد: در ۱۵ سپتامبر ۱۹۴۲ طیِ نبردِ گوادال‌کانال. |
| CV-۸          | هورنت                | ۱۹۴۱                        | کلاسِ یورک‌تاون                                           | غرق شد: ۲۷ اکتبر ۱۹۴۲. طی نبرد جزایر سانتاکروز |
| CV-9 a, c, d  | اسکس                 | ۱۹۴۲                        | کلاسِ اسکس، کشتیِ رهبر                                    | خارج شدن از دور:۳۰ جون ۱۹۷۵. اسقاط شدن: ۱۹۷۵. |
| CV-10 a, c, d | یورک‌تاون             | ۱۹۴۳                        | کلاسِ اسکس                                               | از دور خارج شدن: ۲۷ جون ۱۹۷۰. نگهداری می‌شود: در موزهٔ دریاییِ پاترویت پوینت-ماونت پلزنت، کارولینای جنوبی، آمریکا                                                  |
| CV-11 b, c, d | اینترپید             | ۱۹۴۳                        | کلاسِ اسکس                                               | از دور خارج شدن:۱۵ مارس ۱۹۷۴. نگهداری . نگهداری می‌شود در:موزه دریا-هوا-فضا اینترپید، نیویورک، نیویورک، آمریکا                                                   |
| CV-12 a, c, d | هورنت                | ۱۹۴۳                        | کلاسِ اسکس                                               | از دور خارج شدن:۲۶ جون ۱۹۷۰. نگهداری می‌شود در: موزه هورنت، آلامدا، کالیفرنیا، آمریکا                                                                            |
| CV-۱۳         | فرانکلین             | ۱۹۴۴                        | کلاسِ اسکس                                               | از دور خارج شدن:۱۷ فوریه ۱۹۴۷. اسقاط در: ۱۹۶۶ |
| CV-14 b, c, d | تیکوندروگا           | ۱۹۴۴                        | کلاسِ اسکس (گسترش یافته)                                 | از دور خارج شدن: ۱ سپتامبر ۱۹۷۳. اسقاط در: ۱۹۷۵ |
| CV-15 a, c, d | رندولف               | ۱۹۴۴                        | کلاسِ اسکس (گسترش یافته)                                 | از دور خارج شدن: ۱۳ فوریه ۱۹۶۹. اسقاط در ۱۹۷۵. |
| CV-16 b, c, f | لگزینگتون            | ۱۹۴۳                        | کلاسِ اسکس                                               | از دور خارج شدن: ۸ نوامبر ۱۹۹۱. نگهداری می‌شود در: یواس‌اس لنگزیگتون در ساحل، کورپس کریستی، تکزاس، آمریکا                                                         |
| CV-۱۷         | بانکر هیل            | ۱۹۴۳                        | کلاسِ اسکس                                               | از دور خارج شدن: ۹ ژانویه ۱۹۴۷. 9 January 1947. اسقاط در: ۱۹۷۳                                                                                                  |
| CV-18 a, c, d | وسپ                  | ۱۹۴۳                        | کلاسِ اسکس                                               | از دور خارج شدن:۱ ژوئیه ۱۹۷۲. اسقاط در: ۱۹۷۳ |
| CV-19 b, c    | هنکاک                | ۱۹۴۴                        | کلاسِ اسکس (گسترش یافته)                                 | از دور خارج شدن: ۳۰ ژانویه ۱۹۷۶. اسقاط در: ۱۹۷۶ |
| CV-20 a, c, d | بنینگتون             | ۱۹۴۴                        | کلاسِ اسکس                                               | از دور خارج شدن:۱۵ ژانویه ۱۹۷۰. اسقاط در: ۱۹۹۴ |
| CV-21 e       | باکسر                | ۱۹۴۵                        | کلاسِ اسکس (گسترش یافته)                                 | از دور خارج شدن: ۱ دسامبر ۱۹۶۹. اسقاط در: ۱۹۷۱ |
| CVL-۲۲        | ایندیپندنس (استقلال) | ۱۹۴۳                        | کلاسِ ایندیپندنس هواپیمابر سبک، کشتیِ رهبر                | در ۲۸ ژوئیه ۱۹۴۶ به عنوان هدفِ آزمایشی در آزمایش هسته‌اییِ عملیات تقاطع مورد استفاده قرار گرفت. در ۲۹ ژانویه ۱۹۵۱ به شکل عمدی غرق شد (Scuttling).                  |
| CVL-۲۳        | ٖپرینستون             | ۱۹۴۳                        | کلاس ایندیپندنس                                         | غرق شدن: ۲۴ اکتبر ۱۹۴۴ طی نبرد خلیج لیت |
| CVL-۲۴        | بِلی وود              | ۱۹۴۳                        | کلاس ایندیپندنس                                         | انتقال به فرانسه با عنوان بویس بلی (۱۹۵۳–۱۹۶۰). بازگشت به آمریکا و استفاط در: ۱۹۶۰                                                                              |
| CVL-۲۵        | یواس‌اس کاوپنز        | ۱۹۴۳                        | کلاس ایندیپندنس                                         | از دور خارج شدن:۱۳ ژانویه ۱۹۴۷. اسقاط در: ۱۹۶۰ |
| CVL-۲۶        | یواس‌اس مونتری        | ۱۹۴۳                        | کلاس ایندیپندنس                                         | از دور خارج شدن: ۱۶ ژانویه ۱۹۵۶. اسقاط در: ۱۹۷۱ |
| CVL-۲۷        | یواس‌اس لانگلی        | ۱۹۴۳                        | کلاس ایندیپندنس                                         | انتقال به فرانسه به عنوانِ ناو هواپیمابر لا فیته (۱۹۵۱–۱۹۶۳). بازگشت به آمریکا و استفاط در: ۱۹۶۴                                                                 |
| CVL-۲۸        | یواس‌اس کابوت         | ۱۹۴۳                        | کلاس ایندیپندنس                                         | انتقال به اسپانیا به عنوان ناو هواپیمابر اسپانایی دیدالو (۱۹۶۷–۱۹۸۹). بازگشت به آمریکا و اسقاط در ۲۰۰۲                                                          |
| CVL-۲۹        | باتان                | ۱۹۴۳                        | کلاس ایندیپندنس                                         | از دور خارج شدن: ۹ آوریل ۱۹۵۴. اسقاط در: ۱۹۶۱ |
| CVL-۳۰        | جاکینتو              | ۱۹۴۳                        | کلاس ایندیپندنس                                         | از دور خارج شدن:۱ مارس ۱۹۴۷. اسقاط در: ۱۹۷۲ |
| CV-31 b, c    | بون هوم ریچارد       | ۱۹۴۴                        | کلاسِ اسکس                                               | از دور خارج شدن: ۲ ژوئیه ۱۹۷۲. اسقاط در: ۱۹۹۲ |
| CV-32 d       | یواس‌اس لیته          | ۱۹۴۶                        | کلاسِ اسکس (گسترش یافته)                                 | از دور خارج شدن: ۱۵ می ۱۹۵۹. اسقاط در: ۱۹۷۰ |
| CV-33 a, c, d | کیرسارژ              | ۱۹۴۶                        | کلاسِ اسکس (گسترش یافته)                                 | از دور خارج شدن: ۱۳ فوریه ۱۹۷۰. اسقاط در: ۱۹۷۴ |
| CV-34 a, b, c | اریسکانی             | ۱۹۵۰                        | کلاسِ اسکس (گسترش یافته)                                 | از دور خارج شدن: ۳۰ سپتامبر ۱۹۷۶. به عنوان یک اثر هنری در می ۲۰۰۶ در خلیج مکزیک مغروق شد.                                                                       |
| CV-۳۵         | رپریسال              | ساخت منتفی شد (۱۲ اوت ۱۹۴۵) | کلاسِ اسکس (گسترش یافته)                                 | در زمان توسعه، ساختش منتفی شد. به عنوان آزمونی در کارهای انفجاری از بدنهٔ آن استفاده شد.. اسقاط در: ۱۹۴۹                                                         |
| CV-36 d       | انتیتام              | ۱۹۴۵                        | کلاسِ اسکس (گسترش یافته)                                 | از دور خارج شدن: ۸ می ۱۹۶۳. اسقاط در: ۲۸ فریه ۱۹۷۴ |
| CV-37 e       | پرینستون             | ۱۹۴۵                        | کلاسِ اسکس (گسترش یافته)                                 | از دور خارج شدن:۳۰ ژانویه ۱۹۷۰. اسقاط در: ۱۹۷۱ |
| CV-38 b, c, d | شانگری-لا            | ۱۹۴۴                        | کلاسِ اسکس (گسترش یافته)                                 | از دور خارج شدن:۳۰ ژوئیه ۱۹۷۲. اسقاط در: ۱۹۸۸ |
| CV-39 a,d     | لیک چامپلین          | ۱۹۴۵                        | کلاسِ اسکس (گسترش یافته)                                 | از دور خارج شدن: ۲ می ۱۹۶۶. اسقاط در: ۱۹۷۲ |
| CV-40 d       | تاراوا               | ۱۹۴۵                        | کلاسِ اسکس (گسترش یافته)                                 | از دور خارج شدن: ۱۳ می ۱۹۶۰. اسقاط در: ۱۹۶۸ |
| CVB-41 b, c   | میدوی                | ۱۹۴۵                        | کلاسِ میدوی، کشتیِ رهبر                                   | از دور خارج شدن: ۱۱ آوریل ۱۹۹۲. نگهداری می‌شود در: ناو تبدیل به موزه شد:موزه یواس‌اس میدوی در سن‌دیگو، کالیفرنیا پهلو گرفته است.                                   |
| CVB-42 b, c   | فرانکلین دی روزولت   | ۱۹۴۵                        | کلاسِ میدوِی                                              | از دور خارج شدن:۳۰ سپتامبر ۱۹۷۷. اسقاط در: ۱۹۷۸ |
| CVB-43 b, c   | کورال سی             | ۱۹۴۷                        | کلاسِ میدوِی                                              | از دور خارج شدن:۲۶ آوریل ۱۹۹۰. اسقاط در: ۲۰۰۰ |
| CVB-۴۴        |                      | منتفی شد                    | کلاسِ میدوِی                                              | منتفی شد |
| CV-45 e       | ولی فورج             | ۱۹۴۶                        | کلاسِ اسکس (گسترش یافته)                                 | از دور خارج شدن:۱۵ ژانویه ۱۹۷۰. اسقاط در: ۱۹۷۱ |
| CV-۴۶         | یوجیما               | منتفی شد (۱۲ اوت ۱۹۴۵)      | کلاسِ اسکس (گسترش یافته)                                 | منتفی شد: در حین توسعه، ساخت منتفی شد. اسقاط در: ۱۹۴۶ |
| CV-47 d       | دریای فیلیپین        | ۱۹۴۶                        | کلاسِ اسکس (گسترش یافته)                                 | از دور خارج شدن:۲۸ دسامبر ۱۹۵۸. اسقاط در: ۱۹۷۱ |
| CVL-۴۸        | سایپن                | ۱۹۴۶                        | ناوهواپیمابر کلاس سایپن، کشتیِ رهبر                      | تبدیل به یواس‌اس آرلینگتون (AGMR-۲) ۱۹۶۶. از دور خارج شدن:۱۴ ژانویه ۱۹۷۰. اسقاط در: ۱۹۷۶                                                                         |
| CVL-۴۹        | رایت                 | ۱۹۴۷                        | کلاسِ سایپین                                             | تبدیل شد به یواس‌اس رایت (سی‌سی-۲) ۱۹۶۳. از دور خارج شدن: ۲۷ می ۱۹۷۰. اسقاط در: ۱۹۸۰                                                                              |
| CV-۵۰         |                      | منتفی شد                    | کلاسِ اسکس (گسترش یافته)                                 | منتفی شد |
| CV-۵۱         |                      | منتفی شد                    | کلاسِ اسکس (گسترش یافته)                                 | منتفی شد |
| CV-۵۲         |                      | منتفی شد                    | کلاسِ اسکس (گسترش یافته)                                 | منتفی شد |
| CV-۵۳         |                      | منتفی شد                    | کلاسِ اسکس (گسترش یافته)                                 | منتفی شد |
| CV-۵۴         |                      | منتفی شد                    | کلاسِ اسکس (گسترش یافته)                                 | منتفی شد |
| CV-۵۵         |                      | منتفی شد                    | کلاسِ اسکس (گسترش یافته)                                 | منتفی شد |
| CVB-۵۶        |                      | منتفی شد                    | 'کلاسِ میدوِی                                             | منتفی شد |
| CVB-۵۷        |                      | منتفی شد                    | کلاسِ میدوِی                                              | منتفی شد |
| CVA-۵۸        | ایالات متحده         | منتفی شد (۲۳ آوریل ۱۹۴۹)    | ناو هواپیمابر کلاس ایالات متحده ابرهواپیمابر، کشتیِ رهبر | منتفی شد: ۵ روز پس از آنکه بدنهٔ کشتی در لنگرگاه به آب انداخته شد.                                                                                               |
| CV-۵۹         | فورستال              | ۱۹۵۵                        | کلاس فورستال ابرهواپیمابر، کشتیِ رهبر                    | از دور خارج شدن سپتامبر ۱۹۹۳. برای استقاط بدنه در براونزویل، تگزاس فروخته شد.                                                                                   |
| CV-۶۰         | ساراتوگا             | ۱۹۵۶                        | کلاس ناوِاَبَرهواپیمابرِ «فورستال»                          | از دور خارج شدن: اوت ۱۹۹۴ برای استقاط کردن. اکنون در NAVSTA نیوپورت (رادآیلند) نگهداری می‌شود؛ در پیِر تو، میذتاون، پهلو گرفته است.                               |
| CV-۶۱         | رنجر                 | ۱۹۵۷                        | کلاس ناوِاَبَرهواپیمابرِ «فورستال»                          | از دور خارج شدن در جولا ۱۹۹۳. به عنوان یک هدیه نگهداری می‌شود.                                                                                                   |
| CV-۶۲         | ایندیپندنس           | ۱۹۵۹                        | کلاس ناوِاَبَرهواپیمابرِ «فورستال»                          | از دور خارج شدن در سپتامبر ۱۹۹۸. منتظرِ استقاط است. در NISMF در برمرتون، واشینگتن نگهداری می‌شود.                                                                 |
| CV-۶۳         | کیتی هاوک            | ۱۹۶۱                        | کلاسِ کیتی هاوک، اَبَرهواپیمابر، کشتیِ رهبر                 | از دور خارج شدن در می ۲۰۰۹. تا ۲۰۱۵ به صورت ذخیره در NISMF در برمرتون، واشینگتن نگهداری می‌شود.                                                                  |
| CV-۶۴         | کانستلیشن            | ۱۹۶۱                        | کلاس ناوِاَبَرهواپیمابرِ «کیتی هاوک»                        | از دور خارج شدن اوت ۲۰۰۳. برای استقاط در در NISMF در برمرتون، واشینگتن نگهداری می‌شود.                                                                           |
| CVN-۶۵        | اینترپرایز           | ۱۹۶۱                        | ناو هواپیمابر کلاس انترپرایز ابرهواپیمابر، کشتیِ رهبر    | از ۱ دسامبر ۲۰۱۲ غیرفعال است. برای استقاط در ۲۰۱۵ در نظر گرفته شده‌است.. منتظرِ جداسازی سوخت است، در پایگاه درایی نورفولک، نورفولک، ویرجینیا. Slated for disposal |
| CV-۶۶         | آمریکا               | ۱۹۶۵                        | کلاس ناوِاَبَرهواپیمابرِ «کیتی هاوک»                        | از دور خارج شدن در ۹ اوت ۱۹۹۶. در ۲۰۰۵ به عنوان یک هدفِ آتش بود و استقاط شد.                                                                                     |
| CV-۶۷         | جان اف. کندی         | ۱۹۶۸                        | کلاس جان اف. کندی، اَبَرهواپیمابر، کشتیِ رهبر              | از دور خارج شدن: ۱ اوت ۲۰۰۷. در NISMF فیلادلفیا نگهداری می‌شود.                                                                                                  |
| CVN-۶۸        | نیمیتز               | ۱۹۷۵                        | ناو هواپیمابر کلاس نیمیتز، اَبَرهواپیمابر، کشتیِ رهبر      | فعال: بندرِ خانگی: ایستگاه دریایی اِوِرت، اورت، واشینگتن. |
| CVN-۶۹        | دوایت آیزنهاور       | ۱۹۷۷                        | کلاس ناوِاَبَرهواپیمابرِ «نیمیتز»                           | فعال؛ بندرِ خانگی: ایستگاه دریایی نورفولک، نورفولک، ویرجینیا |
| CVN-۷۰        | کارل وینسون          | ۱۹۸۲                        | کلاس ناوِاَبَرهواپیمابرِ «نیمیتز»                           | فعال؛ بندرِ خانگی: بندرِ دریاییِ نورث آیلند، سن‌دیگو، کالیفرنیا |
| CVN-۷۱        | تئودور روزولت        | ۱۹۸۶                        | کلاس ناوِاَبَرهواپیمابرِ «نیمیتز»                           | فعال؛ بندرِ خانگی: ایستگاه دریایی نورفولک، نورفولک، ویرجینیا |
| CVN-۷۲        | آبراهام لینکلن       | ۱۹۸۹                        | کلاس ناوِاَبَرهواپیمابرِ «نیمیتز»                           | فعال؛ بندرِ خانگی: ایستگاه دریایی نورفولک، نورفولک، ویرجینیا |
| CVN-۷۳        | جورج واشنگتن         | ۱۹۹۲                        | کلاس ناوِاَبَرهواپیمابرِ «نیمیتز»                           | فعال؛ بندرِ خانگی: پایگاه دریایی یوکوسوکا، کاناگاوا، ژاپن |
| CVN-۷۴        | جان سی. استنیس       | ۱۹۹۵                        | کلاس ناوِاَبَرهواپیمابرِ «نیمیتز»                           | فعال؛ بندرِ خانگی:پایگاه درایی کیت‌سِپ، برمرتون، واشینتگتن |
| CVN-۷۵        | هری اس. ترومن        | ۱۹۹۸                        | کلاس ناوِاَبَرهواپیمابرِ «نیمیتز»                           | فعال؛ بندرِ خانگی: ایستگاه دریایی نورفولک، نورفولک، ویرجینیا |
| CVN-۷۶        | رونالد ریگان         | ۲۰۰۳                        | کلاس ناوِاَبَرهواپیمابرِ «نیمیتز»                           | فعال؛ بندرِ خانگی: پایگاه دریاییِ نیروی هوایی، جزیرهٔ نورث آیلند، سن‌دیگو، کالیفرنیا                                                                                |
| CVN-۷۷        | جورج اچ. دبلیو. بوش  | ۲۰۰۳                        | کلاس ناوِاَبَرهواپیمابرِ «نیمیتز»                           | فعال؛ بندرِ خانگی: ایستگاه دریایی نورفولک، نورفولک، ویرجینیا |
| CVN-۷۸        | جرالد آر. فورد       | ۲۰۱۷                        | کلاس جرالد آر. فورد ابرهواپیمابر، کشتیِ رهبر             | راه‌اندازی اولیه در ۲۰۱۳، به صورت خشک. مکان: ساختمان ساختِ کشتی نیوپورت نیوز، نیوپورت نیوز، ویرجینیا                                                              |
| CVN-۷۹        | جان اف. کندی         | ~۲۰۲۰                       | کلاس جرالد آر. فورد                                     | مکان: ساختمان ساختِ کشتی نیوپورت نیوز، نیوپورت نیوز، ویرجینیا |
| CVN-۸۰        | انترپرایز            | ~۲۰۲۵                       | کلاس جرالد آر. فورد                                     | مکان: ساختمان ساختِ کشتی نیوپورت نیوز، نیوپورت نیوز، ویرجینیا |
| CVN-۸۱        | دوریس میلر           | ~۲۰۲۹                       | کلاس جرالد آر. فورد                                     | مکان: ساختمان ساختِ کشتی نیوپورت نیوز، نیوپورت نیوز، ویرجینیا |

(† = نشانگر فعال و در خدمت است)
a): باری جت مورد تغییر قرار گفت. ۱۹۵۰–۵۴
b): برای جت مورد تغییر قرار گرفت، بالابر بخاری۱۹۵۴–۵۹
c): به عرشه‌د زاویه‌دار تغییر کرد۱۹۵۶–۵۹
d): تغییر وظیفه به ASW (CVS), 1953-69
e): converted to amphibious assault ship, LPH, 1959
f): converted for training, CVT, 1969